# Агамагомедов, Самур Вагитович
Самур Вагитович Агамагомедов (род. 30 ноября 1998, Дербент, Дагестан) — российский футболист, вратарь.

## Биография
Уроженец Дербента, начал заниматься футболом в родном городе. После перебрался в Махачкалу, где тренировался в футбольной академии «Анжи». В январе 2017 года вместе с молодежной сборной Азербайджана поехал на сборы в Турцию. После сбора ему предложили сделать гражданство Азербайджана, однако Агамагомедов отказался и перебрался в Москву, где выступал на любительском уровне за «Нику», которую тренировал Оганес Гоарян. Позже Гоарян стал агентом Агамагомедова, и он перешёл в клуб Первой лиги Армении — «Арцах» (в этой команде выступал его одноклубник по «Ники» Муслим Бамматгереев). Через несколько месяцев «Арцах» получил право выступать в Премьер-лиге, в которой Агамагомедов дебютировал 11 августа 2018 года в домашнем матче 2-го тура против «Бананца» и оставил свои ворота в неприкосновенности. В июле 2021 года перешёл в махачкалинский клуб «Легион Динамо».